# Sex (OOMPH!)
Sex (ingl. "sesso") è il secondo singolo della band tedesca OOMPH!, estratto dal loro secondo album Sperm. La copertina ritrae, in modo sfuocato ma inequivocabilmente, due uomini che copulano (uno di loro anale) con una donna.

## Tracce
1. Sex (Radio Per-Version)
2. Sex (Club Penetration Mix)
3. Sex (Angel-Grinder Remix)

## Video
Il video musicale mostra la band seminuda che suona la canzone in una specie di studio oscurato insieme ad alcune scene che ritraggono separatamente due coppie - una vecchia e una giovane - entrambe nude.